# Рогачик
Рога́чик (укр. Рогачик) — река на Украине, протекает по Верхнерогачикской общине Херсонской области. Впадает в Каховское водохранилище (ранее была левым притоком Днепра).
Своё название река получила от образованного ею залива Днепра, похожего на рогач (ухват).

## География
Рогачик берёт начало на южной окраине пгт Верхний Рогачик. Течёт в западном направлении, причем первые 10 км протекает по территории Верхнего Рогачика. В нижнем течении русло реки образует залив Нижнерогачикский Лиман Каховского водохранилища, часть которого отделена дамбой. Высота впадения — 16,0 м над уровнем моря.
Длина реки (включая с лиман) составляет 41 км, площадь водосборного бассейна 565 км². Уклон 1,1 м/км. Долина шириной до 200 м. Русло шириной в среднем 5 м, извилистое. На реке устроено несколько прудов. Летом пересыхает. Имеет 3 безымянных левых притока.

## Населённые пункты
На реке расположены следующие населённые пункты (от истока до устья): Верхний Рогачик, Новоалексеевка, Трудовик, Заря, Алексеевка, Георгиевка, Таврийское.